# 일디코 폰 합스부르크로트링겐
일디코 폰 합스부르크로트링겐(Ildikó von Habsburg-Lothringen, 2002년 6월 6일 ~ )은 헝가리계 오스트리아인 합스부르크로트링겐가 일원이다.